# Manja Žugman
Manja Žugman, profesorica slovenščine, novinarka, pesnica in pisateljica, * 8. junij 1977, Maribor.
Leta 1996 je z opravljeno maturo zaključila srednješolsko izobraževanje na Prvi gimnaziji Maribor. Na Pedagoški fakulteti Univerze v Mariboru je študirala slovenski jezik s književnostjo. Študij je zaključila z diplomskim delom Slogovna analiza nagrobnih napisov in njihovih variant v zahodnem delu Slovenskih goric. Zaposlena je bila kot profesorica slovenščine v bolnišničnih šolskih oddelkih (na Pediatrični kliniki v Ljubljani), v šolskem letu 2021/2022 pa je prevzela vodenje bolnišnične šole OŠ Ledina Ljubljana. Ukvarja se s snovanjem novinarskih prispevkov (kulturno novinarstvo, popotniški/reportažni prispevki), piše otroške uganke ter poezijo za otroke in odrasle. 

### Delo
Poezijo je objavila v revijah Locutio , Vsesledje, Vpogled, Novi zvon, Mentor, Rp. Lirikon 21, Slovensko glasilo (revija Slovenske zveze na Švedskem), njene pesmi je možno prebrati v sarajevski reviji Odjek  ter na spletnih straneh Kulturnega društva Novo Sarajevo in na spletnih straneh revije Rast. Otroške uganke je objavila v reviji Trobentica (Prešernova družba), od leta 2008 do 2012 pa jih je redno objavljala v reviji Ringarajine iskrice. Od leta 2006 do 2010 je živela in ustvarjala v Sarajevu v Bosni in Hercegovini, kjer je sodelovala v Slovenskem kulturnem društvu Cankar, v šolskem letu 2012/2013 je živela v Varšavi na Poljskem, od koder se je z novinarskimi prispevki redno javljala v Šolskih razgledih, občasno v časopisu Večer, na spletnih straneh Dela ter RTV Slovenija. Prispevke s področja vzgoje in izobraževanja je od leta 2006 do 2018 objavljala v strokovnoinformativnem časniku Šolski razgledi, sicer pa tudi v revijah Didakta, Slovenščina v šoli (ZRSŠ) in Pedagoška perspektiva. Je članica kulturnega društva Mariborska literarna družba, Lektorskega društva Slovenije in Društva slovenskih literarnih kritikov. Literarne kritike objavlja v revijah Sodobnost, Ampak, Rast, Tretji dan, Zvon, Vpogled, Primus, na spletnih straneh Koridor - križišča umetnosti, spletnih portalih Dobre knjige, Kulturno medijski center Slovenije. 